# Nawaria (gmina)
Nawaria (początkowo Nawarja) – dawna gmina wiejska w powiecie lwowskim województwa lwowskiego II Rzeczypospolitej. Siedzibą gminy była Nawaria.
Gminę utworzono 1 sierpnia 1934 r. w ramach reformy na podstawie ustawy scaleniowej z dotychczasowych gmin wiejskich: Basiówka, Glinna, Hodowice, Leśniowice, Maliczkowice, Miłoszowice, Mostki, Nagórzany, Nawarja, Podsadki, Polanka, Porszna, Pustomyty i Siemianówka.
Zniesiona wraz z atakiem ZSRR na Polskę w 1939 roku. Pod okupacją niemiecką (1941–1945) gminy nie reaktywowano, a jej obszar wszedł w skład nowo utworzonych gmin Szczerzec (Siemianówka) i Pustomyty (Glinna, Leśniowice, Miłoszowice, Mostki,  Podsadki, Polanka, Porszna i Pustomyty) oraz gminy Sokolniki (Basiówka, Hodowice, Maliczkowice, Nagórzany i Nawaria).
Po II wojnie światowej obszar gminy został odłączony od Polski i włączony do Ukraińskiej SRR.